# Scuola elementare Poledrelli
La scuola elementare Poledrelli  si trova a Ferrara in via Mario Poledrelli 3, all'incrocio con corso Vittorio Veneto.

## Storia

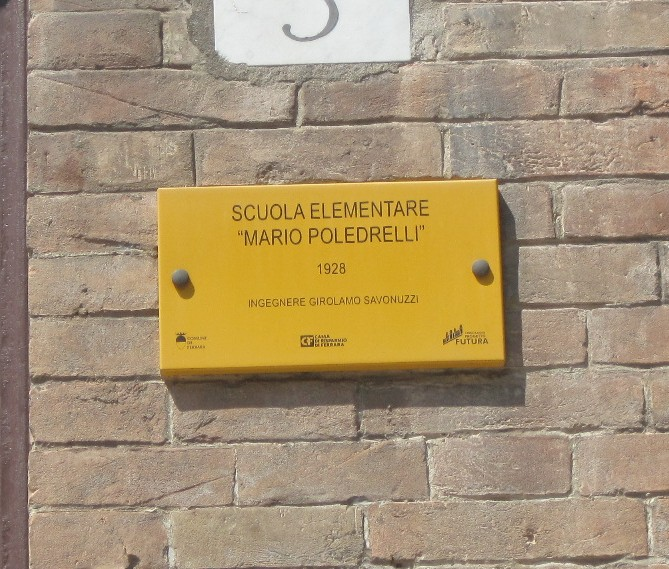
Targa che ricorda Girolamo Savonuzzi, sulla facciata dell'edificio

L'opera, assieme ad altre nella zona ed in diverse altre aree della città, rientrò nell'ambito della vasta ricostruzione successivamente chiamata Addizione Novecentista e fu tra le iniziative urbanistiche che l'amministrazione comunale, guidata dal podestà Renzo Ravenna, mise in cantiere per dare un volto moderno alla città, per dare un aiuto all'occupazione e per seguire il desiderio di Italo Balbo di riportare Ferrara agli antichi splendori estensi. In tale disegno un notevole sostegno arrivò anche dalle pagine del Corriere Padano, allora diretto da Nello Quilici. In questo caso particolare fu proprio l'ingegnere capo del comune, Girolamo Savonuzzi, riconfermato nelle sue funzioni per le sue riconosciute capacità (e malgrado le idee antifasciste) dal podestà Ravenna appena nominato a progettare l'edificio.
Girolamo Savonuzzi, fratello di Carlo col quale a lungo collaborò, vari anni più tardi, nel 1943, fu ucciso dai fascisti per rappresaglia vicino al Castello Estense.

## Descrizione
L'uso del cotto, le decorazioni in terracotta, le finestre sulla facciata di ispirazione quattrocentesca ed il cornicione semplice e classico richiamano la tradizione locale con elementi neoestensi, anche se combinati tra loro in modo eterogeneo. L'insieme architettonico ricorda le opere di Biagio Rossetti nella sua Addizione Erculea. Il tipico uso del laterizio ferrarese aiutò ad inserire perfettamente, negli anni trenta, la scuola nel nuovo tessuto urbano che si stava formando.